# Sahlbergianus longissimus
Sahlbergianus longissimus är en skalbaggsart som beskrevs av Sahlberg 1908. Sahlbergianus longissimus ingår i släktet Sahlbergianus och familjen Aphodiidae. Inga underarter finns listade i Catalogue of Life.